# هامور ماسه‌ای نواری
هامور ماسه‌ای نواری (نام علمی: Paralabrax nebulifer) نام یک گونه از سرده هامورهای صخره است.